# Helen Zille
Otta Helene Maree Zille (nacida el 9 de marzo de 1951) es una política sudafricana, en la actualidad Jefa de Gobierno de la provincia Cabo Occidental, miembro del Parlamento de la provincia, líder del partido de oposición sudafricano Alianza Democrática, y exalcaldesa de la Ciudad del Cabo. En 2017 fue suspendida de todas sus funciones dentro de su partido, dos meses después de la publicación de una serie de tuits controvertidos, en las que se le acusó de exaltar el colonialismo y el apartheid, aunque ella lo negó.
Sobre estas acusaciones, Zille declaró que sus puntos de vista habían sido malinterpretados,

## Recorrido
Zille es periodista. También trabajó con el Black Sash en los años 1980. Helen Zille fue criticadas por su respuesta a los ataques xenófobos de 2008 en Ciudad del Cabo. siendo señalada por sus múltiples comentarios xenófobos. Una serie de publicaciones y comentarios alabando una parte del legado del colonialismo y el apartheid generó diversas controversias, los programas de radio y televisión se han visto inundados de llamadas de personas que expresaron su consternación por los tuits de la primera ministro de Cabo Occidental. DA, históricamente visto como un partido dominado por blancos, lo que perjudicó aun más sus chances electorales tras incidentes de tintes racistas de varios miembros del partido.
Durante su gobierno de desató una serie de protestas estudiantiles por la superpoblación y hacinamiento en las mismas. Junto con su partido político, propuso un plan para la privatización de la salud estatal. La Ley Nacional de Enmienda de la Salud se convirtió en ley en 2013. En 2018 fue denunciada por el secretario provincial de la ANC, Faiez Jacobs, contra Zille por la licitación concedida a la empresa de Scheepers cercana a Zille. Jacobs sostiene que, como jefe del gobierno provincial, Zille. El dueño de la empresa, una de las mayores aportantes a la campaña de Zille, contratistas privados como Scheepers proporcionar servicios de inteligencia a los departamentos gubernamentales. Scheepers fue arrestado el 8 de mayo después de las redadas en su oficina en las instalaciones provinciales de inteligencia criminal.
Por su trabajo como alcaldesa, fue premiada como "Mejor alcalde del mundo". Fue Club en julio de 2007 [cita requerida]y fue finalista del concurso Mujer Sudafricana del Año. Zille es multilingüe y habla inglés, afrikáans, xhosa y alemán.
En abril de 2017, Zille enfrentó nuevas críticas sobre la visita como alcaldesa a Singapur, que se caracterizó por ser extravagante a un precio de un millón de rands, pese a su discurso de "austeridad".
Helen Zille fue destituida de todas sus funciones en su partido en 2017 por apología de la colonización.A mediados de ese año se enfrenoa a una investigación penal por presuntamente frustrar los fines de la justicia, Zellen había interferido con la justicia, tras mediante espionaje obtener información del posible allanamiento a la oficina del líder del partido de derecha Alianza Democrática John Steenhuisen, Zellen tras haberle advertido que destruyera cualquier prueba incriminatoria en la causa penal por corrupción y desvío de fondos públicos que involucraba a la plana mayor del partido A.D.Semanas después se dieron a conocer nuevas investigaciones por irregularidades en un esquema de coimas a cambio de contratos públicos  que involucran a representantes públicos del DA, en Ciudad del Cabo.
Zille formó parte del comité de educación de la Alianza Democrática y también fue portavoz nacional del partido.
En 2017 su mano derecha Paul Scheepers, apodado "el espía de Helen Zille", se enfrentará a 19 cargos de fraude, 19 de corrupción y un cargo de fraude de licitación relacionados con el trabajo de su empresa para el gobierno provincial mientras Zellen ejercía el cargo.Sus políticas sanitarias y sociales fueron tildadas de conservadoras, se le señaló por el retraso en la distribución de los medicamentos antirretrovirales que, según muchos, costaron miles de vidas. Su gestión estuvo marcada por el aumento del crimen en Ciudad del Cabo, convirtiéndose ena segunda ciudad con mayor tasa de homicidios del país, los recortes en salud y educación, la privatización del manejo de agua en la urbe, los problemas en la recolección de basura tras la privatización de la empresa municipal de residuos que terminaría en manos de su exesposo.
Ese mismo año causó controversia cuando aseguro que El Congreso Nacional Africano tiene que desintegrarse, y plantear una intervención armada contra el gobierno de Jacob Zuma, debido a sus políticas de privatizaciones y recortes en el presupuesto educativo y sanitario fue conocida como la “Dama de Hierro” de Sudáfrica, en alusión a Margaret Thatcher.Helen Zille despidió a Hm Mmusi cuando su colaborador denunció la corrupción en BOSASA, organismo encargado del manejo del agua en Ciudad del Cabo ya que implicaba a miembros de A.D.
En 2023 la policía allanó las oficinas de JP Smith y Xanthea Limberg, miembros de Mayco agrupación ligada a Zille, como parte de una investigación por fraude en licitaciones

## Contexto familiar
Helen Zille es sobrina nieta de Heinrich Zille. En 2019, su hijo mayor fue arrestado en un control de tránsito tras descubrirse en su automóvil varias bolsas de 500 gramos de cocaína de máxima pureza, siendo detenido por posesión y tráfico de drogas, lo que generaría un escándalo nacional tras difundirse el video de Zille amenazando a los policías y utilizando frases racistas contra ellos tras lo que debió pedir disculpas difundiéndose un caso similar en 2007 cuando utilizó sus contactos políticos para lograr una beca para su hija en la universidad del Cabo pese a que no contaba con los requisitos necesarios. 
Acusaciones de nepotismo
Mientras Zille era primera ministra, el diputado Cameron Dugmore la acusó de nepotismo, alegando que había utilizado su influencia como primera ministra para presionar al Departamento de Educación para que proporcionara a su hijo, Paul Maree, equipos adquiridos por el estado para probar sus productos de software. Dugmore alegó que se le proporcionaron tabletas a su hijo, que estaba en proceso de desarrollar su negocio privado, y que otras empresas se vieron perjudicadas en el proceso.